# Érase una vez un príncipe republicano
Érase una vez un príncipe republicano es una novela escrita por el periodista español Jesús María Amilibia que fue publicada en marzo del 2012. Convencido de la índole revolucionaria del humor, Jesús María Amilibia realiza con esta obra una eficaz crítica de la monarquía, pero también de otras instituciones como la Iglesia, los medios de comunicación, los políticos, o la telebasura.

## Argumento
Richard Lod, escritor de éxito en el fantástico país de Macón y redactor del programa de telebasura “Sálvame María”, publica una novela cuyo protagonista es un príncipe soñador que de repente descubre en sí mismo una vena republicana: a la muerte del rey, el príncipe heredero, decide, pues, abdicar para dar paso a una república en su país. Este es el argumento del libro de Lod (una novela dentro de la novela).
Los problemas para Richard Lod comienzan cuando el verdadero rey de Macón muere en idénticas circunstancias a las descritas en su libro, y el escritor es acusado por la casa real de formar parte de una conspiración contra la monarquía.
Henry, el príncipe de Macón, es efectivamente un republicano, y quiere desafiar a su madre, la Reina, y a su esposa, la Princesa. Está decidido a no dejar pasar esta oportunidad. Su padre ha muerto y él debe tomar las riendas de la monarquía. Pero el príncipe, aficionado a los barcos lujosos y las motocicletas de competición, quiere dejar su impronta en la historia de Macón. Su plan será renunciar al trono y fundar una república.